# Heritiera peralata
Heritiera peralata är en malvaväxtart som först beskrevs av Karel Domin, och fick sitt nu gällande namn av André Joseph Guillaume Henri Kostermans. Heritiera peralata ingår i släktet Heritiera och familjen malvaväxter. Inga underarter finns listade i Catalogue of Life.